# José Antonio Llobet y Vall-Llosera
José Antonio Llobet y Vall-Llosera (Barcelona, 31 de mayo de 1799-Alicante, 19 de diciembre de 1861) fue un autor español.

## Biografía
Nacido el 31 de mayo de 1799 en Barcelona, formó parte de la Sociedad filosófica y siguió la carrera de procurador. Estudió matemáticas, cosmografía, física, química, mecánica, taquigrafía y economía política. Afín al liberalismo, emigró en 1824 y permaneció algunos meses  en París y después fijó su residencia en Marsella. Se dedicó entonces al estudio de la geología y mineralogía y de las lenguas italiana y francesa  y fue admitido como individuo de las sociedades de la Propagación de la Instrucción y de las de Anticuarios de Provenza. Restablecido en 1832 el régimen liberal en España, regresó á Barcelona.
En la Real Academia de Ciencias Naturales y Artes de Barcelona abrió en 1835 curso de Minerología y Geología de los que se celebraron exámenes públicos en 1838. Presentó en 1833 un plan para formar una estadística científica de Cataluña, en el que debían tomar parte además Agell, Arrau y Graells. Muchas y sobre distintas materias fueron las memorias que leyó Llobet en aquella corporación y los dictámenes que emitió sobre trabajos relacionados con la agricultura, geología y mineralogía. Fue elegido presidente de dicha institución cinco veces. Contribuyó a enriquecer el museo de la academia con donativos de objetos para la sección de mineralogía, y adquirió por medio de sus relaciones científicas ejemplares fósiles y minerales. En la Real Academia de Buenas Letras dio a conocer los estudios que habían hecho sobre la historia y arqueología del Principado de Cataluña. En sus sesiones dio lectura de varias monografías y comunicó el hallazgo de descubrimientos arqueológicos.
Participó en la formación del Museo arqueológico en Barcelona y recogió un gran número de objetos que pasaron a la colección del Museo provincial. Salvó de su destracción lápidas y sepulcros que yacían abandonados en los conventos, después de los motines anticlericales de 1835. Le habría movido en esta iniciativa «el amor a las glorias de Cataluña y su acendrado patriotismo». Colaboró en publicaciones periódicas como El Canceller de Barcelona y El Museo Universal de Madrid.
Formó parte de la comisión nombrada para recoger y clasificar los libros que existían, procedentes de los conventos incendiados de Barcelona. Logró reunir primero en el local de Capuchinos y después en el exconvento de San Juan 134 000 volúmenes; dio en 1839 un curso de Bibliografía y poco después abrió al público aquella biblioteca que constaba de unos 25 000 volúmenes catalogados.  Por sus conocimientos en minería fue consultado por muchas sociedades establecidas en Granada, Almería, Jaén, Murcia, Valencia y en Cataluña. El sindicato de aguas de Alicante le confirió la misión de investigar en los terrenos de Torre Manzana, para abastecer de aguas a aquella población. Falleció en Alicante hacia finales de 1861. Antonio de Bofarull, amigo y compañero de Llobet, leyó en la Real Academia de Buenas Letras el 19 de abril de 1863 una biografía encomiástica de aquel.